# Erik Holm
Erik Holm, född Andersson den 7 oktober 1871 i Åls församling, Kopparbergs län, död där 23 mars 1957, var en svensk affärsman som 1899 grundade postorderföretaget Åhlén & Holm i Insjön tillsammans med sin brorson Johan Petter Åhlén. 1901–1902 slutade Holm som kompanjon i företaget.